# Luis Henrique Tomaz de Lima
Luis Henrique Tomaz de Lima, más conocido como Luis Henrique, (João Pessoa, 14 de diciembre de 2001) es un futbolista brasileño que juega de delantero en el Inter de Milán de la Serie A de Italia.

## Carrera deportiva

### Três Passos
Luis Henrique comenzó su carrera deportiva en el Três Passos Atlético Clube, un club de fútbol de Rio Grande, el 1 de septiembre del 2018.

### Botafogo
Desde el 1 de enero de 2020, Três Passos A. C. lo cedió al Botafogo. Con la camiseta blanca y negra en la espalda, en 19 partidos en todas las competiciones durante su primer año como profesional, marcó 2 goles y entregó 5 asistencias.
Rápido y capaz de carreras interminables en su ala, también es un buen regateador y posee un excelente manejo del balón.

### Olympique de Marsella
En septiembre de 2020 fichó por el Olympique de Marsella de la Ligue 1.
El 17 de octubre de 2020, debutó con el club en el partido de la Ligue 1 contra el Bordeaux. Marcó su primer gol con los colores olímpicos el 19 de diciembre de 2021 durante la victoria del OM en la Copa de Francia contra el Cannet Rocheville.
La 2024-25 fue la mejor temporada de Luis Henrique, disputó 35 partidos, 2.802 minutos en el campo, 9 goles, 9 asistencias, 20 victorias, 6 empates y 9 derrotas. Luis Henrique finalizó su etapa al término de la temporada 2024-25, tras haber disputado un total de 108 partidos con el Olympique de Marsella, según Transfermarkt. Este recuento incluye todas las competiciones que disputó con el club francés, desde su llegada en 2020 hasta la temporada 2024/2025. Cabe recordar que estuvo cedido en el Botafogo.

### Inter de Milán
El Inter de Milán anunció el 7 de junio de 2025 el fichaje del delantero Luis Henrique, quien se une al club italiano con un contrato hasta 2030. Según la prensa local, Luis Henrique llega al club italiano por 25 millones de euros.

## Clubes
| Club                  | País    | Año       |
| --------------------- | ------- | --------- |
| Botafogo              | Brasil  | 2019-2020 |
| Olympique de Marsella | Francia | 2020-2025 |
| Botafogo (préstamo)   | Brasil  | 2022-2023 |
| Inter de Milán        | Italia  | 2025-act. |